# Zebrasoma desjardinii
Zebrasoma desjardinii är en art i familjen kirurgfiskar. Den återfinns i laguner och på rev från Röda havet till Sydafrika och Madagaskar samt österut över Indien och Myanmar till Sumatra och Java. Arten har alger och sjögräs som föda. Fisken blir upptill 40 cm som fullvuxen.
Zebrasoma desjardini når ett djup av 30 meter. Individerna lever främst ensam eller i par. Ungarna gömmer sig bland fingerformiga koraller.
Zebrasoma desjardinii är en populär fisk i saltvattensakvarier.
Det kan vara svårt att se skillnad på Z. desjardinii och Z. veliferum. 